# Xanthia tunicata
Xanthia tunicata är en fjärilsart som beskrevs av Ludwig Carl Friedrich Graeser 1889. Xanthia tunicata ingår i släktet Xanthia och familjen nattflyn. Inga underarter finns listade i Catalogue of Life.